# カクテル・グラス

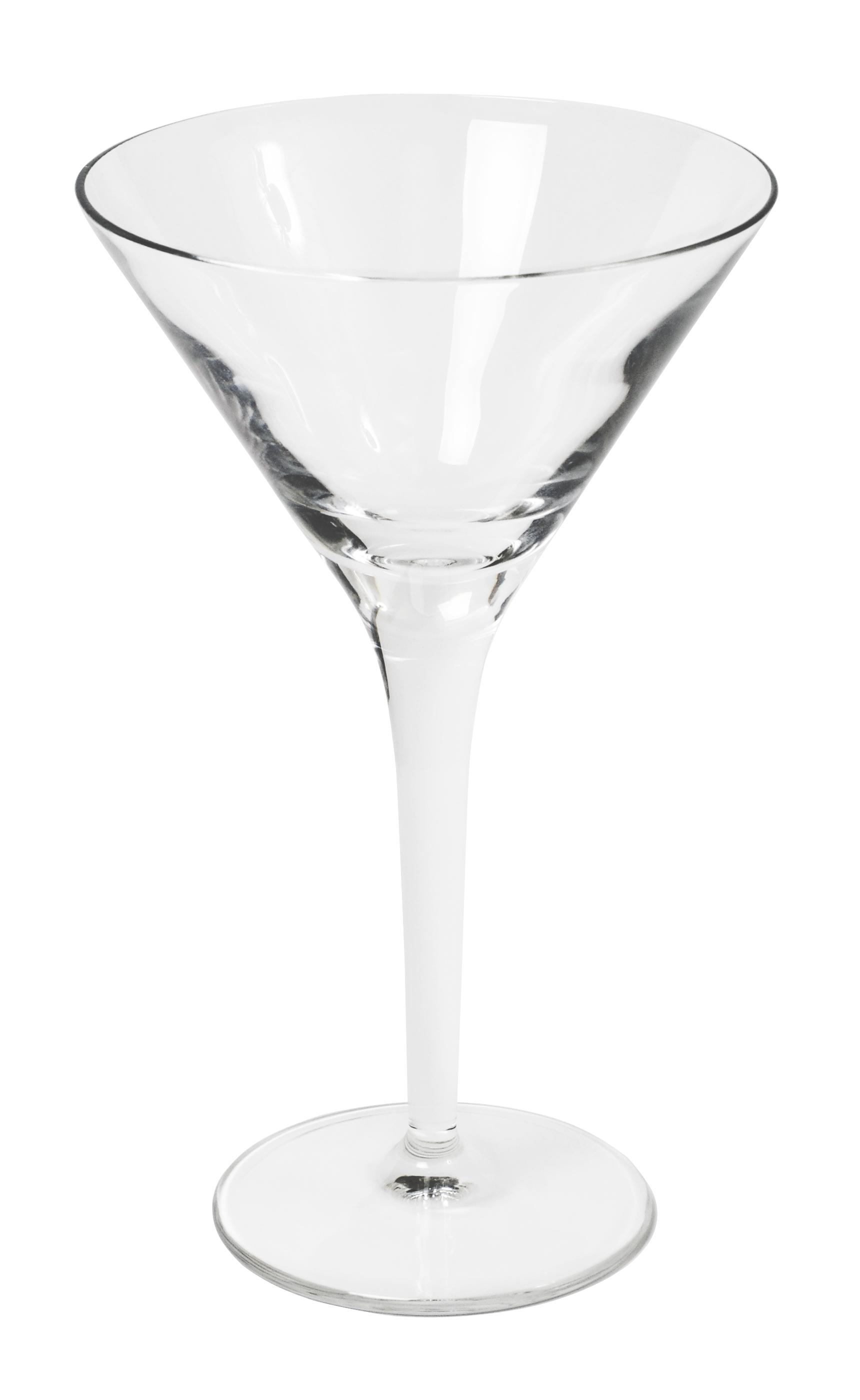
カクテル・グラス

カクテル・グラスとは、ボウル（液体の入る部分）の形が、基本的に逆三角形型をした、ショートドリンク（ショートカクテル）を飲む際に広く用いられる、脚付きのグラスである。カクテル関連書籍では、基本的に「カクテルグラス」ではなく、「カクテル・グラス」と表記される。

## 概要
カクテル・グラスは、カクテルを飲むために用いられるグラスの1つである。カクテル・グラスの形状は、ボウルの形が逆三角形型となっているものを基本としており、長い脚が付いている。この形状のため、あまりグラスを傾けずとも、グラスの中身を飲むことができる。しかし、丸型のカクテル・グラスと言って、ボウルの形が上を向いた半円形をしている場合もあるし、その他の形状のものもあり、デザインは豊富である。なお、丸型のカクテル・グラスなどにも、長い脚が付いている。脚が付いているグラスはステム・グラスと呼ばれるが、このカクテル・グラスは、ステム・グラスの代表とも言われる。グラスの容量は75〜90ml程度と、通常のコップなどと比べて少ないのも特徴。ただし、カクテル・グラスの容量は、75〜90ml以外のものも存在する。（詳細は、「容量について」の節を参照）また、通常のコップには陶器製のものなどもあるが、カクテル・グラスは必ずガラス製である。なお、カクテル・グラスに用いられるガラスは、基本的に無色透明。ちなみに、もしも、カクテル・グラスの脚に気泡が入っている場合、そのカクテル・グラスは粗悪品であり、脚が折れやすい。

## 用途
カクテル・グラスは、その名の通り、カクテルを飲む時に用いられる。しかし、カクテルの中でもロングドリンク（ロングカクテル）を飲む際には用いられず、ショートドリンク専用ともいえるグラスである。つまり、それほど時間をかけず（だいたい5〜15分以内）に飲み干すことが薦められるカクテルを飲むために、使用されるのである。なお、ショートドリンクは温度が上がると味が落ちるとされるため、なるべくカクテル・グラスを冷やした上で、カクテルを注ぐことが望ましい。また、グラスの中身を飲む際、脚の部分を持ち、ボウルの部分に手をかけないのも、少しでもカクテルの温度を上げないためである。無論、バーテンダーも客にカクテル・グラスに注いだカクテルを出す時、ボウルの部分に触れたりすることはない。

## 色について
カクテル・グラスは、カクテルの色を邪魔しないよう、基本的に無色透明である。逆に言えば、無色透明なカクテル・グラスでなければ、今から作るカクテルの色を考えた上でカクテル・グラスの色を選ばねばならず、汎用的には使いにくいとされる。カクテル関連書籍には、カクテルの色別の索引が作られることもある。

## 容量について
カクテル・グラスの容量は、様々なものがある。代表的なもので、60ml、75ml、82.5ml、90ml、120ml、150mlとある。
これらの中で、元々、日本では75ml、ヨーロッパでは82.5ml、アメリカでは90mlのカクテル・グラスが、それぞれ標準とされてきた。ちなみに、国際バーテンダー協会（IBA）が主催するカクテル・コンクールでは、通常のカクテル・グラス（Cacktail Glass）として容量90mlのものが、大型のカクテル・グラス（Double Cacktail Glass）として容量120mlや150mlのものが指定されている。

### 日本での容量の変遷
日本では、年代がくだるにつれ、カクテル・グラスが大型化する傾向にある。
かつて日本では、あまり大きなサイズのカクテル・グラスは普及していなかった。カクテル・グラスには、容量60mlと容量75mlがあるとの記述や、容量60mlと容量75mlと容量90mlの3種があるとの記述があるが、それ以上の容量のものが記されていないこともあった。また、容量60mlが普通であるが、アメリカ型のものとして容量90mlという大型のカクテル・グラスが存在するという記述のある書籍が存在していたことからも判るように、日本では1980年代まで、容量60mlのカクテル・グラスを標準的なものと考える者もいたという事実がある点、さらに、容量90mlのカクテル・グラスが大型のカクテル・グラスとして区別されていた点は注目に値する。
この中で、日本では、次第に容量75mlのカクテル・グラスが一般的となった。容量75mlを標準とする記述は、多くの書籍で見られる。対して、容量60mlのカクテル・グラスに言及されることは急速に少なくなってゆく。その後、国際的なカクテル・コンクールでは、容量約90mlのものが使用されることの影響もあり、容量90mlのものが使われ始める。そして、容量90mlのものが広く使われ出して、現在に至る。かつては紹介されないことすらあった容量90mlのカクテル・グラスを、標準とするとの記述が、多くの書籍で見られるようになった。
しかし、同一人物による著書でも、以前の書籍では容量75mlを標準とするとなっていたのに、新しいものになると、容量90mlを標準とすると記述が変わっているのも、見逃せない事実である。つまり、日本でのカクテル・グラスの容量は、75mlを標準としていたものが、90mlを標準とするように変化していっているのだ。
それでも、日本では容量75〜90ml程度のカクテル・グラスが一般的と考えるのが良いだろう。

## 代用されるグラス
ショートドリンクの中でも完成時の量が多くなるカクテルについては、容量75〜90mlのカクテル・グラスではなく、さらに容量の大きなカクテル・グラスが用いられることもある。しかし、大型のカクテル・グラスが指定されているレシピのカクテルの場合、容量の大きなカクテル・グラスを用いるのではなく、ソーサー型のシャンパン・グラスで代用されることが多々ある。

### 代用の背景
日本では、あまり大きなサイズのカクテル・グラスは普及していなかったため、また、特に容量120ml以上の大型のカクテル・グラスに至っては、なおのこと普及していないため、ショートドリンクに分類されるカクテルの中でも、比較的大きな容量を必要とするカクテルを作る場合、大型のカクテル・グラス（容量90ml以上）を用いるのではなく、ソーサー型のシャンパン・グラス（容量120ml程度）で代用するということが、しばしば行われるようになった。

### シャンパン・グラスについて
シャンパン・グラスにはフルート型という、高さが高いタイプのものもあるが、こちらはカクテル・グラスの代用グラスとしては用いられない。これは、ソーサー型のシャンパン・グラスはシャンパンで乾杯する時に、フルート型のシャンパン・グラスは比較的ゆっくりとシャンパンを楽しむ時に用いられるわけだが、カクテル・グラスと同様に、短時間で飲み干すためのグラスという共通点のある、ソーサー型のシャンパン・グラスが、カクテル・グラスの代用グラスとして用いられるのである。

### 代用の現状
2009年現在でも、このような代用は行われている。アイ・オープナーやクローバー・クラブやナイト・キャップなどなど、特に鶏卵が材料として用いられるショートドリンクを作る際に、代用が行われることが多い。これらのカクテルでは、使用するグラスとして「大型のカクテル・グラス」ではなく、「ソーサー型のシャンパン・グラス」と書かれたレシピも多く見かけられる。